# Povl Falk-Jensen (politiker)
Povl Falk-Jensen (født 29. september 1884 i Nykøbing Falster, død 21. november 1946 på Frederiksberg) var en dansk forpagter og politiker. Han var medlem for Folketinget valgt for Det Konservative Folkeparti i Præstø Amtskreds i 1920 og fra 1939 til 1945.
Falk-Jensen blev født i 1884 i Nykøbing Falster Han tog eksamen fra Borgerdydskolen på Helgolandsgade og blev landbrugskandidat i 1905. Herefter var han værnepligtig i feltartilleriet og blev sekondløjtnant i 1907. Fra 1909 til 1930 forpagtede Falk-Jensen Gunderup Hovedgård fra Vallø Stift.
Han var medlem af Herfølge Sogneråd 1917-1930 og af Frederiksberg Kommunalbestyrelse fra 1937. Falk-Jensen var konservativ folketingskandidat fra 1918 og frem i flere forskellige amtskredse. Han blev valgt til Folketinget ved valgene i juli 1920, 1939 og 1943 alle gange i Præstø Amtskreds, og var folketingsmedlem fra 6. juli til 21. september 1920 og fra 3. april 1939 til 30. oktober 1945. Han døde på Frederiksberg 21. november 1945.

## Familie
Han var søn af højesteretssagfører og landstingsmedlem P.G.C. Jensen og bror til juristen og personalhistorikeren Arild Falk-Jensen. Hans søn som også hed Povl Falk-Jensen, er kendt som modstandsmand under 2. verdenskrig.

## Hæder
Falk-Jensen blev udnævnt til ridder af Dannebrog i 1940.